# بريان شيلتون
بريان شيلتون (بالإنجليزية: Bryan Shelton)‏ مواليد 22 ديسمبر 1965 في هنتسفيل، هو لاعب كرة مضرب أمريكي سابق بدأ مسيرته كمحترف سنة 1989 وكان يلعب باليد اليمنى، اعتزل اللعب في 1997. أعلى تصنيف له في الفردي كان المركز الـ 55 في سنة 1992.

## الخط الزمني للفردي
مفتاح
| ف | ن | ن.ن | ر.ن | د# | د.م | ل | أ.أ | ت | غ | ب | ف | ذ | م.خ | ل.ت |

(ف) فاز بالبطولة (ن) وصل النهائي (ن.ن) نصف النهائي (ر.ن) ربع النهائي (د#) الأدوار الأربعة الأولى (د.م) دور المجموعات (ل) شارك في كأس ديفيز (أ.أ) خرج من الأدوار الاولى (ت) خسر التصفيات التأهيلية (غ) غاب عن الحدث أو البطولة (ب) حصل على ميدالية برونزية (ف) حصل على ميدالية فضية (ذ) حصل على ميدالية ذهبية (م.خ) بطولة الماسترز خُفضت إلى مرتبة أقل (ل.ت) البطولة لم تعقد في السنة المعينة.
لتجنب الارتباك وازدواجية الحساب، يتم تحديث هذه المعلومات إما في نهاية البطولة، أو عندما تكون مشاركة اللاعب في البطولة قد انتهت.
| الدورة            | 1989  | 1990  | 1991  | 1992  | 1993  | 1994  | 1995  | 1996  | 1997  | إجمالي ف/م |
| ----------------- | ----- | ----- | ----- | ----- | ----- | ----- | ----- | ----- | ----- | ---------- |
| أستراليا المفتوحة | غ     | غ     | د2    | د1    | د1    | د1    | د1    | غ     | د1    | 0 / 6      |
| فرنسا المفتوحة    | غ     | غ     | غ     | د1    | د1    | د2    | د1    | غ     | غ     | 0 / 4      |
| ويمبلدون          | د1    | د3    | غ     | د3    | د2    | د4    | د2    | غ     | غ     | 0 / 6      |
| أمريكا المفتوحة   | د2    | د1    | د1    | د1    | د1    | د1    | د1    | غ     | غ     | 0 / 7      |
| معدل الجراند سلام | 0 / 2 | 0 / 2 | 0 / 2 | 0 / 4 | 0 / 4 | 0 / 4 | 0 / 4 | 0 / 0 | 0 / 1 | 0 / 23     |

- إجمالي ف / م = إجمالي الفوز والمشاركة

## روابط خارجية
- بريان شيلتون على موقع رابطة محترفي التنس (الإنجليزية)
- بريان شيلتون على موقع الاتحاد الدولي لكرة المضرب (الإنجليزية)
- بريان شيلتون على موقع خلاصة التنس.كوم (الإنجليزية)